# Shopbop
Shopbop es una tienda en línea de ropa y accesorios de moda de los Estados Unidos, creada en 1999. Ha sido subsidiaria de Amazon.com desde 2006.

## Historia
Shopbop fue fundada en noviembre de 1999 por Bob Lamey, Martha Graettinger, y el inversor de riesgo Ray Zemon en Madison, Wisconsin. Originalmente fue la presencia en Internet de la tienda Bop, ubicada en el centro de Madison (la tienda se cerró en 2014). Graettinger y Lamey eligieron Madison porque era una ciudad universitaria con una fuerte base estudiantil consciente de la moda.
Shopbop fue adquirido por Amazon.com en febrero de 2006. En el momento del acuerdo, vendía 103 líneas diferentes de ropa de alta gama. Desde la adquisición, Shopbop funcionó casi completamente de forma independiente de Amazon, que también vende ropa y accesorios, e incluso compitió con ella.
En septiembre de 2013, Shopbop abrió el sitio web de moda masculina contemporánea East Dane.
El sitio web pasó por varios rediseños, particularmente en 2012 y 2017 (entre los rediseños, se agregó un programa de fidelización).